# ReiserFS
ReiserFS je souborový systém vyvinutý firmou Namesys (vedenou a vlastněnou Hansem Reiserem). V současné době je podporován operačním systémem Linux, ale vzhledem k otevřenosti kódu může být podpora zabudována i do dalších systémů (existuje již implementace pro Windows). ReiserFS byl vůbec první žurnálovací souborový systém, který byl přidán do jádra Linuxu (ve verzi 2.4.1).
V té době nejvyzdvihovanější výhodou před v té době nejpoužívanějším ext2 byly žurnálovací funkce na záznam změn v struktuře souborů. To umožnilo snadnou obnovu bezchybného stavu systému souborů po nenadálém výpadku (jako je pád systému nebo hardwarový reboot). Žurnálování rovněž snižuje nebezpečí chybných záznamů a nutnost provádění zdlouhavých testů integrity). ReiserFS používá strukturu vyváženého stromu (B+ strom), která umožňuje rychlou správu velkého množství malých souborů.
Po uvedení souborového systému Reiser4 se ReiserFS občas nazývá Reiser3.
Nevýhodou tohoto filesystému například oproti ext3 je dlouhá doba „mountování“ (tato nevýhoda byla zcela odstraněna v kernelu někde kolem verze 2.6.20) a dlouhé prodlevy čtení/zápis u velkých datových kapacit (více než 200 GB).

## Rozšíření
Pro jeho výhody mnoho distribucí Linuxu (například SUSE, Xandros, Yoper, Linspire/Lindows, FTOSX a Libranet) jej mělo jako výchozí souborový systém.
Na přelomu roku 2006/07 společnost Novell, jež jej využívá ve svém SUSE Linuxu, oznámila, že od tohoto filesystému ustoupí a začne používat filesystém typu ext3.

## Zacházení s vadnými bloky disku
Do verze 3.6.12 neexistovaly nástroje pro práci s poškozenými bloky disku. I nyní ReiserFS s
nimi umí zacházet, jen když jsou v datové oblasti, v systémové oblasti mohou způsobit nestabilitu systému. Detaily v angličtině naleznete na .